# Eleocharis steinbachii
Eleocharis steinbachii är en halvgräsart som beskrevs av D.J.Rosen. Eleocharis steinbachii ingår i släktet småsäv, och familjen halvgräs. Inga underarter finns listade i Catalogue of Life.